# 100 mètres papillon féminin aux Jeux olympiques d'été de 2024
Cet article traite de l'épreuve féminine. Pour la compétition masculine, voir 100 mètres papillon masculin aux Jeux olympiques d'été de 2024.
Navigation
Tokyo 2020 Los Angeles 2028
Le 100 mètres papillon féminin est une épreuve de natation des Jeux olympiques d'été de 2024 qui a lieu les 27 et 28 juillet 2024 à la Paris La Défense Arena. 

## Médaillées
| Or                | Or      | Argent               | Argent  | Bronze            | Bronze  |
| Torri Huske (USA) | 55 s 59 | Gretchen Walsh (USA) | 55 s 63 | Zhang Yufei (CHN) | 56 s 21 |

## Records
Avant cette compétition, les records dans cette discipline étaient :
| Record du monde  | 55.48 | Sarah Sjöström (SWE) | 7 août 2016 | Rio de Janeiro, Brésil |
| Record olympique | 55.48 | Sarah Sjöström (SWE) | 7 août 2016 | Rio de Janeiro, Brésil |

## Calendrier
| Date                | Horaire | Manche       |
| ------------------- | ------- | ------------ |
| Samedi 27 juillet   | 11 h 00 | Séries       |
| Samedi 27 juillet   | 20 h 30 | Demi-finales |
| Dimanche 28 juillet | 20 h 30 | Finale       |

## Résultats détaillés

### Séries éliminatoires
Les seize meilleurs temps se qualifient pour les demi-finales (Q).
| Rang | Série | Ligne | Athlète                    | Pays               | Temps         | Remarque |
| ---- | ----- | ----- | -------------------------- | ------------------ | ------------- | -------- |
| 1    | 2     | 4     | Zhang Yufei                | Chine              | 56 s 50       | Q        |
| 2    | 4     | 3     | Mizuki Hirai               | Japon              | 56 s 71       | Q        |
| 3    | 3     | 4     | Torri Huske                | États-Unis         | 56 s 72       | Q        |
| 4    | 4     | 4     | Gretchen Walsh             | États-Unis         | 56 s 75       | Q        |
| 5    | 2     | 5     | Emma McKeon                | Australie          | 56 s 79       | Q        |
| 6    | 4     | 5     | Angelina Köhler            | Allemagne          | 56 s 90       | Q        |
| 7    | 3     | 5     | Margaret MacNeil           | Canada             | 57 s 00       | Q        |
| 8    | 3     | 6     | Alexandria Perkins         | Australie          | 57 s 46       | Q        |
| 9    | 4     | 1     | Barbora Seemanová          | Tchéquie           | 57 s 50       | Q        |
| 10   | 2     | 6     | Marie Wattel               | France             | 57 s 54       | Q        |
| 11   | 4     | 7     | Roos Vanotterdijk          | Belgique           | 57 s 54       | Q        |
| 12   | 3     | 3     | Louise Hansson             | Suède              | 57 s 57       | Q        |
| 13   | 4     | 2     | Erin Gallagher             | Afrique du Sud     | 57 s 80       | Q        |
| 14   | 4     | 6     | Rikako Ikee                | Japon              | 57 s 82       | Q        |
| 15   | 3     | 2     | Tessa Giele                | Pays-Bas           | 57 s 89       | Q        |
| 16   | 3     | 8     | Keanna Louise MacInnes     | Grande-Bretagne    | 57 s 90       | Q        |
| 17   | 2     | 3     | Lana Pudar                 | Bosnie-Herzégovine |               |          |
| 18   | 2     | 2     | Hazel Ouwehand             | Nouvelle-Zélande   | 58 s 03       |          |
| 19   | 3     | 7     | Ánna Dountounáki           | Grèce              | 58 s 14       |          |
| 20   | 1     | 4     | Helena Rosendahl Bach      | Danemark           | 58 s 45       |          |
| 21   | 3     | 1     | Costanza Cocconcelli       | Italie             | 58 s 66       |          |
| 22   | 2     | 8     | Ellen Walshe               | Irlande            | 58 s 70       |          |
| 23   | 2     | 7     | Georgia Damasioti          | Grèce              | 58 s 72       |          |
| 24   | 4     | 8     | Rebecca Smith              | Canada             | 58 s 85       |          |
| 25   | 1     | 5     | Laura Cabanes Garzas       | Espagne            | 59 s 40       |          |
| 26   | 1     | 6     | Varsenik Manucharyan       | Arménie            | 1 min 01 s 24 |          |
| 27   | 1     | 2     | Oumy Diop                  | Sénégal            | 1 min 01 s 82 |          |
| 28   | 1     | 1     | Ana Nizharadze             | Géorgie            | 1 min 02 s 85 |          |
| 29   | 1     | 3     | Luana Alonso               | Paraguay           | 1 min 03 s 09 |          |
| 30   | 1     | 7     | Maria Victoria Schutzmeier | Nicaragua          | 1 min 03 s 18 |          |
| 31   | 1     | 8     | Hayley Hoy                 | Eswatini           | 1 min 08 s 36 |          |
|      | 2     | 1     | Viola Scotto di Carlo      | Italie             | DSQ           | DSQ      |

### Demi-finales
Les huit meilleurs temps se qualifient pour la finale (F).
| Rang | Série | Ligne | Athlète                | Pays            | Temps   | Remarque |
| ---- | ----- | ----- | ---------------------- | --------------- | ------- | -------- |
| 1    | 1     | 5     | Gretchen Walsh         | États-Unis      | 55 s 38 | OR, F    |
| 2    | 2     | 5     | Torri Huske            | États-Unis      | 56 s 00 | F        |
| 3    | 2     | 4     | Zhang Yufei            | Chine           | 56 s 15 | F        |
| 4    | 1     | 3     | Angelina Köhler        | Allemagne       | 56 s 55 | F        |
| 5    | 2     | 6     | Margaret MacNeil       | Canada          | 56 s 55 | F        |
| 6    | 2     | 3     | Emma McKeon            | Australie       | 56 s 74 | F        |
| 7    | 1     | 4     | Mizuki Hirai           | Japon           | 56 s 80 | F        |
| 8    | 1     | 7     | Louise Hansson         | Suède           | 56 s 93 | F        |
| 9    | 1     | 2     | Marie Wattel           | France          | 57 s 24 |          |
| 10   | 2     | 7     | Roos Vanotterdijk      | Belgique        | 57 s 25 |          |
| 11   | 2     | 2     | Barbora Seemanová      | Tchéquie        | 57 s 64 |          |
| 12   | 1     | 1     | Rikako Ikee            | Japon           | 57 s 79 |          |
| 13   | 1     | 6     | Alexandria Perkins     | Australie       | 57 s 84 |          |
| 14   | 2     | 1     | Erin Gallagher         | Afrique du Sud  | 57 s 90 |          |
| 15   | 2     | 8     | Tessa Giele            | Pays-Bas        | 57 s 91 |          |
| 16   | 1     | 8     | Keanna Louise Macinnes | Grande-Bretagne | 58 s 11 |          |

### Finale
| Rang                                | Ligne | Athlète         | Pays       | Temps   | Remarque |
| ----------------------------------- | ----- | --------------- | ---------- | ------- | -------- |
| Médaille d'or, Jeux olympiques      | 5     | Torri Huske     | États-Unis | 55 s 59 |          |
| Médaille d'argent, Jeux olympiques  | 4     | Gretchen Walsh  | États-Unis | 55 s 63 |          |
| Médaille de bronze, Jeux olympiques | 3     | Zhang Yufei     | Chine      | 56 s 21 |          |
| 4                                   | 6     | Angelina Köhler | Allemagne  | 56 s 42 |          |
| 5                                   | 2     | Maggie Mac Neil | Canada     | 56 s 44 |          |
| 6                                   | 7     | Emma McKeon     | Australie  | 56 s 93 |          |
| 7                                   | 1     | Mizuki Hirai    | Japon      | 57 s 19 |          |
| 8                                   | 8     | Louise Hansson  | Suède      | 57 s 34 |          |